# Beep (Pussycat Dolls)
Beep  è il terzo singolo delle Pussycat Dolls ad essere estratto dal loro album di debutto PCD. È il primo singolo delle Pussycat Dolls che prevede altre due cantanti nella parte solista del pezzo, Melody Thornton e Carmit Bachar.

## Descrizione
Il brano è cantato in featuring con il rapper will.i.am.
La base della canzone contiene un sample di Evil Woman della Electric Light Orchestra, mentre il nome si riferisce al monotono stile di censura che si usa in televisione per coprire le parole inadeguate alla trasmissione. Nel brano i "beep" in realtà non censurano alcuna parte cantata, e lasciano intenzionalmente all'ascoltatore di immaginare cosa il beep avrebbe dovuto coprire.
"Beep" è stato usato anche nella colonna sonora del film del 2007 Epic Movie.

## Il video
Il video comincia con Nicole che incontra will.i.am in un ascensore. Will.i.am dichiara la propria attrazione verso la ragazza, ma Nicole risponde che non le interessa. Nicole quindi entra nell'appartamento delle Dolls, e continuando a cantare, comincia a danzare con le altre ragazze. Will.i.am entra nella stanza, ma Carmit gli lancia contro una bottiglia e lui si defila. Nella scena seguente le Dolls vengono mostrate in un locale, mentre sono impegnate in una coreografia, su una musica che non fa parte del brano incluso nel singolo. Infine le dolls vengono mostrate in un altro ambiente mentre continuano la propria coreografia, anche con Will.i.am.

## Tracce
- U.S. promo CD

1. Beep (LP Version)
2. Beep (Instrumental)
3. Beep (Reggaeton Remix)

- U.S. iTunes single

1. Beep (Album Version)
2. Beep (Video)

- UK CD1

1. Beep (Album Version)
2. Hot Stuff (I Want You Back) (Remix Version)

- UK CD2

1. Beep (Radio Version)
2. Hot Stuff (I Want You Back) (Remix Version)
3. Beep (CD-Rom Video)
4. Sway (CD-Rom Video)

- EU CD

1. Beep (Album Version)
2. Don't Cha (Live Version)
3. Hot Stuff (I Want You Back) (Remix Version)
4. Beep (Video)

## Classifiche
| Classifica (2006)      | Posizione massima |
| ---------------------- | ----------------- |
| Australia              | 3                 |
| Canada                 | 48                |
| Belgio                 | 1                 |
| Europa                 | 2                 |
| Finlandia              | 11                |
| Francia                | 10                |
| Germania               | 5                 |
| Grecia                 | 10                |
| Irlanda                | 2                 |
| Italia                 | 10                |
| Nuova Zelanda          | 1                 |
| Paesi Bassi            | 2                 |
| Regno Unito            | 2                 |
| Repubblica Ceca        | 6                 |
| Romania                | 33                |
| U.S. Billboard Hot 100 | 13                |